# ابر حباب

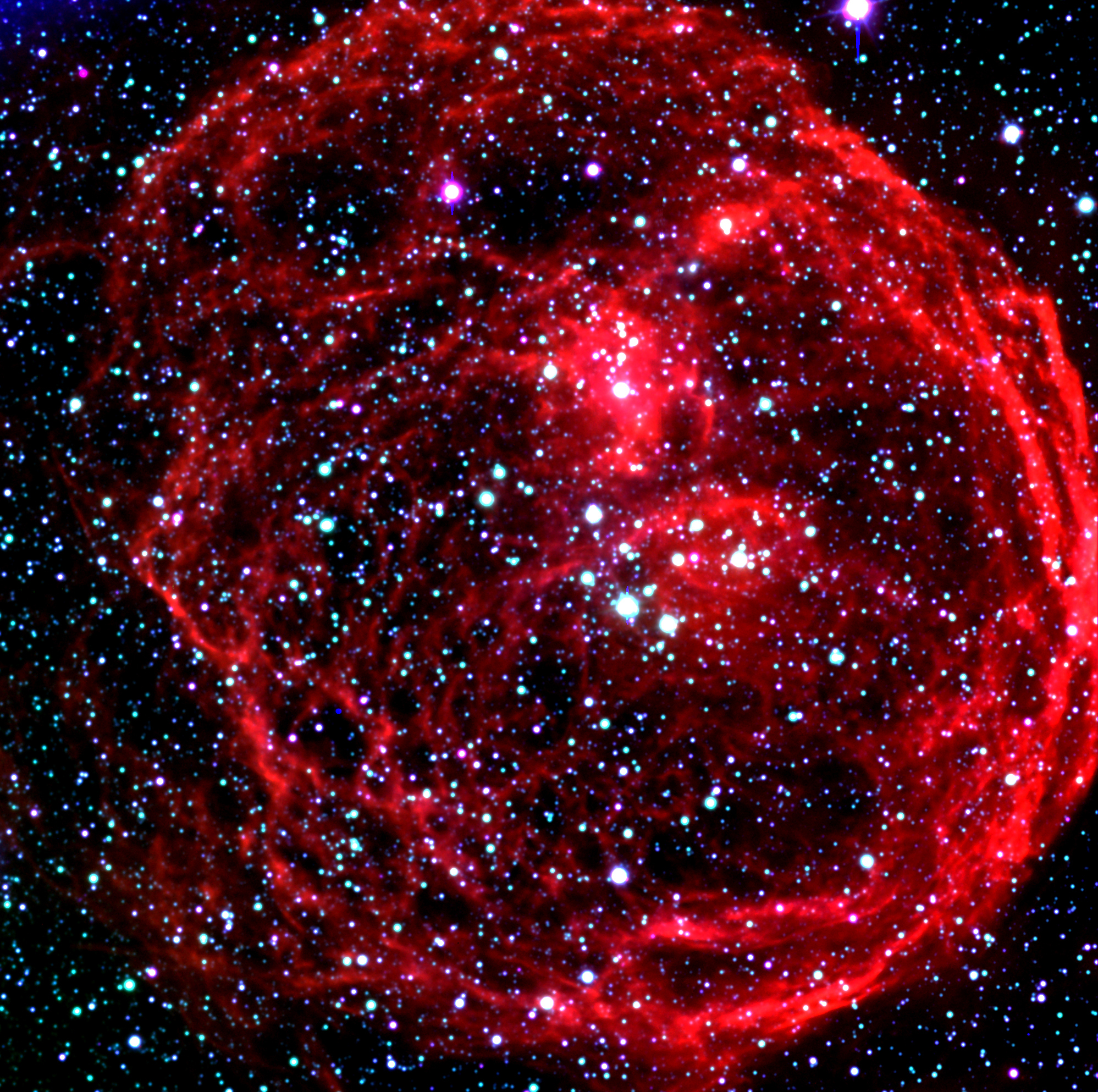
ابر حباب ۷۰, که (N70) یا (DEM301) نیز شناخته می‌شود، در ابر ماژلانی بزرگ

اَبَر حباب یا ابرپوسته (انگلیسی: Superbubble) حفره‌ای است که صدها سال نوری وسعت دارد و پر از اتم‌های گاز داغ ((106 کلوین) کلوین) است که چگالی کمتری نسبت به محیط میان‌ستاره‌ای اطراف خود دارد، بنا بر این در تقابل با آن محیط دمیده شده توسط ابرنواخترها و بادهای ستاره‌ای متعدد، حک شده‌است. گذر بادها و گرانش ستارگانِ تازه متولد شده، ابر حباب‌ها را از وجود هر گونه غبار یا گاز دیگری، پاک می‌کند. منظومه شمسی خود در نزدیکی مرکز یک ابر حباب قدیمی به نام حباب محلی قرار دارد که مرزهای آن را می‌توان با افزایش ناگهانیِ خاموشی غبار ستاره‌های بیرونی در فواصل بیش از چند صد سال نوری ردیابی کرد.

## شکل‌گیری

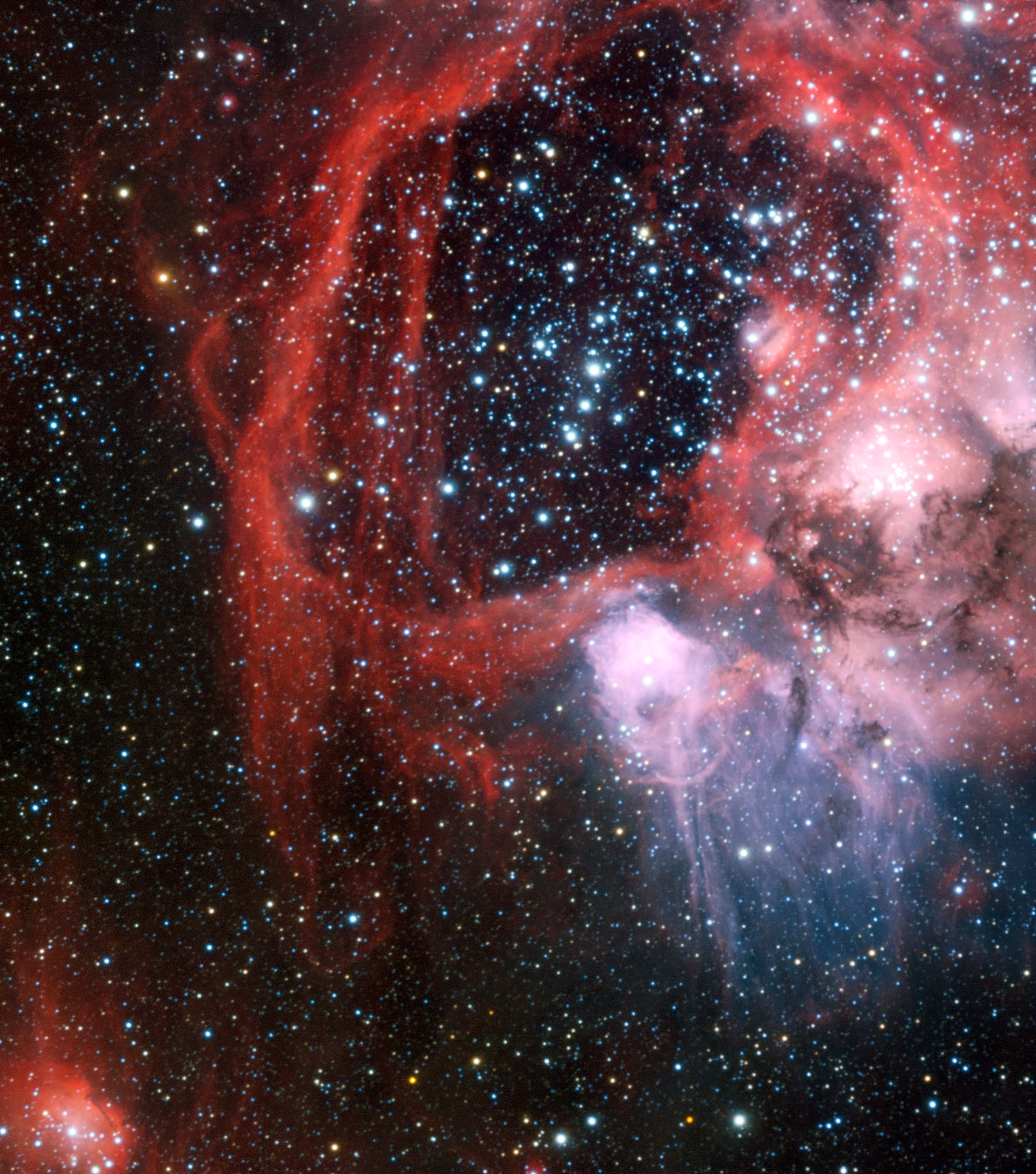
تصویر تلسکوپ بسیار بزرگ از ابر حباب ال‌اچ‌ای ۱۲۰-ان ۴۴ در ابر ماژلانی بزرگ

پرجرم‌ترین ستارگان، با جرم‌های بین هشت تا صد جرم خورشیدی و انواع طیفی O و اولیه B، معمولاً در گروه‌هایی به نام انجمن‌های OB یافت می‌شوند. ستاره‌های عظیم O بادهای ستاره‌ای قوی دارند و بیشتر این ستاره‌ها در پایان عمر خود به صورت ابرنواختر منفجر می‌شوند.
قوی‌ترین بادهای ستاره‌ای انرژی جنبشی ‎ ۱۰۵۱ اِرگ (در ثانیه) را در دیرپایی یک ستاره آزاد می‌کنند که معادل یک انفجار ابرنواختری است. این بادها می‌توانند حباب‌های باد ستاره‌ای به وسعت ده‌ها سال نوری را تشکیل دهند. در درون تداعی‌های OB، ستارگان به اندازه‌ای نزدیک هستند که حباب‌های باد آن‌ها با هم ادغام می‌شوند و حباب عظیمی به نام ابرحباب را تشکیل می‌دهند. هنگامی که ستارگان می‌میرند، انفجارهای ابرنواختر، به‌طور مشابه، امواج انفجاری را هدایت می‌کنند که می‌توانند به اندازه‌های بزرگتر، با سرعت انبساط تا چند صد کیلومتر بر ثانیه، نیز برسند. ستارگان در انجمن‌های OB از نظر گرانشی محدود نیستند، اما با سرعت‌های به نسبت کم (حدود ۲۰ کیلومتر بر ثانیه) از هم دور می‌شوند و سوخت خود را به سرعت (پس از چند میلیون سال) تخلیه می‌کنند. در نتیجه، بیشتر انفجارهای ابرنواختری آنها در حفره‌ای رخ می‌دهد که توسط حباب‌های باد ستاره‌ای تشکیل شده‌است. این انفجارها هرگز یک بقایای ابرنواختر قابل مشاهده را تشکیل نمی‌دهند، بلکه انرژی خود را در فضای داخلی داغ به عنوان امواج صوتی صرف می‌کنند؛ بنابراین، هم بادهای ستاره‌ای و هم انفجارهای ستاره‌ای به انبساط ابر حباب در محیط بین ستاره‌ای کمک می‌کنند.